# Защита (Росія)
Защи́та (рос. Защита) — селище у складі Шипуновського району Алтайського краю, Росія. Входить до складу Горьковської сільської ради.

## Населення
Населення — 56 осіб (2010; 82 у 2002).
Національний склад (станом на 2002 рік):
- росіяни — 94 %